# Jayapura (Cipanas)
Jayapura is een bestuurslaag in het regentschap Lebak van de provincie Banten, Indonesië. Jayapura telt 2882 inwoners (volkstelling 2010).